# Мистра
Мистра (на гръцки: Μυστράς, Мистрас) е съвременно село и средновековен византийски град в ном Лакония на полуостров Пелопонес, Южна Гърция. Руините на града, туристическа забележителност, се намират над едноименното село на склоновете на Тайгетските планини, недалеч от древна Спарта.
През 1204 г. участниците в Четвъртия кръстоносен поход превземат Константинопол и разпокъсват византийските земи на множество васални графства и баронства. Наследници на византийския трон се оттеглят – Ласкаридите на изток в новообразуваната Никейска империя, а Комнините – създават на изток и запад Трапезундската империя и Епирското деспотство.

## В Латинската империя
В края на 1248 г. принц Гийом II дьо Вилардуен, владетел на Ахейското княжество превзема Монемвасия – последната византийска твърдина в Морея. Лакония е включена в границите на Ахейското княжество, а принц Гийом започва поредица от строежи на укрепления. Едно от тях е крепостта Мистра недалеч от Лакедемон, построена на една височина в полите на планината Тайгетос. На следващата година Гийом мести столицата на княжеството от Андравида в Мистра.
През 1259 г. Михаил VIII Палеолог печели Пелагонийската битка и пленява принц Гийом с част от благородниците му, а две години по-късно реставрира Византия след като завзема Константинопол.
През 1262 г. Гийом е освободен срещу обещание да предаде трона на Ахейското княжество, което той не спазва. Все пак Византия успява да възвърне контрол над малка част от югоизточен Пелопонес, възстановявайки област Морея първоначално в района на Монемвасия. Назначените управители – кефали, на гръцки: Κέφαλος на Морея засилват натиска и завземат територии от отслабеното Ахейското княжество, като през 1289 г. присъединяват столицата Мистра. По същото време седалището на управителите е преместено от Монемвасия в Мистра. Рангът на управителите е повишен до епитропи, на гръцки: επίτροπος. Един от тях е Андроник Асен, епитроп на Морея от 1316 до 1322 г., син на българския цар Иван Асен III и на византийската принцеса Ирина Палеологина.

## Във Византия
Възстановена Византия засилва натиска върху отслабващото франкско Ахейско княжество. След 1348 франките са окончателно изтласкани от Пелопонес, а земите на Ахейското княжество са присъединени към Пелопонеското деспотство (Деспотство Морея), столица на което става Мистра. Морейските управители получават титлата деспот, на гръцки: δεσπότης.
Деспота̀тът осигурява културен разцвет на Мистра. Според Оксфордския речник на Византия „Мистра изживява забележителен културен напредък, включвайки творбите на Плитон и привлича художници и архитекти от най-високо качество.“ Стенописите на църквата в манастира Света Богородица Перивлепта са едни от малкото оцелели късновизантийски творби, считани за основополагащи в разбирането на византийското изкуство.
Мистра остава последен център на византийските мислители. Неоплатонистът Плитон живее тук до смъртта си през 1452 г. Той и други учени в Мистра повлияват Италианския Ренесанс, особено след посещението им във Флоренция през 1439 г. в свитата на Йоан VIII Палеолог.
Последният византийски император Константин XI Палеолог е Морейски деспот в Мистра. Той носи българска кръв по майчина линия. Майка му е византийската императрица Елена Драгаш, дъщеря на Велбъждкия деспот Константин Деян и внучка на българския цар Иван Александър. След смъртта на Йоан VIII Палеолог, Константин XI Палеолог е коронясан в митрополитската църква на Мистра, след което заминава да заеме трона в Константинопол. Днес мястото на коронацията е отбелязано с барелеф на двуглав орел – византийския имперски символ от епохата на Палеолозите.

## Османско владичество
След превземането на Константинопол от османлиите през 1453 г. Деспотство Морея остава последната незавладяна византийска територия. Последният деспот на Морея и владетел на Мистра е Димитър Палеолог. През 1460 той отстъпва пред войските на Мехмед II и предава града в ръцете на султана.
В Османската империя Мистра, Мезистре, е седалище на санджак. Градът остава в ръцете на османлиите до 1821 след кратка венецианска окупация през 1687-1715 г.

## В наши дни
Османлиите държат Мистра до началото на Гръцката война за независимост през 1821 г. Градът е изоставен от крал Отон I в полза на новопостроената Спарта.
През 1989 руините на Мистра заедно с крепостта, двореца, църквите и манастирите са включени в Списъка на световното културно и природно наследство на ЮНЕСКО.
- Византийска хералдика
- Деспотство Морея

1. ↑  dlib.statistics.gr
2. ↑  Runciman, Steven. The Lost Capital of Byzantium: The History of Mistra and the Peloponnese.   Great Britain, Tauris Parke Paperbacks, 2009. ISBN 978 1 84511 895 2. с. 3.